# Coupe d'Islande de football 1972
La coupe d'Islande 1972 de football est la 13e édition de la Coupe nationale de football.
Elle s'est disputée du 19 juin 1972 au 12 novembre 1972, avec la finale jouée au Melavöllur à Reykjavik.
La Coupe revêt une haute importance puisque le vainqueur est qualifié pour la Coupe des Coupes (Si un club gagne à la fois le championnat et la Coupe, c'est le finaliste de la Coupe qui prend sa place en Coupe des Coupes).
Les clubs de 1. Deild ne rentrent qu'en huitièmes de finale, alors que les clubs des divisions inférieures entrent au fur et à mesure des 3 tours préliminaires. Les équipes se rencontrent sur un  match simple. En cas de match nul, le match est rejoué sur le terrain de l'autre équipe.
C'est l'ÍBV Vestmannaeyjar qui remporte sa deuxième Coupe d'Islande, après celle gagnée en 1968 en battant en finale un club de 2. Deild, le FH Hafnarfjörður. 

## Premier tour
| Équipe 1                | Résultat | Équipe 2          |
| ----------------------- | -------- | ----------------- |
| Austri                  | 4 - 0    | Spyrnir           |
| Tindastóll Sauðárkrókur | 1 - 6    | Völsungur Húsavík |

## Deuxième tour
| Équipe 1             | Résultat | Équipe 2                |
| -------------------- | -------- | ----------------------- |
| Víðir Garður         | 0 - 3    | Reynir Sandgerði        |
| UMF Selfoss          | 2 - 0    | Fylkir Reykjavik        |
| UMF Njarðvík         | 5 - 0    | UMF Grindavík           |
| UMF Skallagrímur     | -        | Bolungarvík forfait     |
| þrottur Norðfjörður  | 3 - 0    | Austri                  |
| KS Siglufjörður      | 5 - 1    | Leiftur Ólafsfjörður    |
| ÍBA Akureyri         | 4 - 2    | Völsungur Húsavík       |
| Huginn Seyðisfjörður | 2 - 3    | Leiknir Fáskrúðsfjörður |

## Troisième tour
| Équipe 1             | Résultat | Équipe 2                |
| -------------------- | -------- | ----------------------- |
| UMF Njarðvík         | 4 - 0    | Reynir Sandgerði        |
| Armann Reykjavik     | 4 - 2    | Hrönn                   |
| ÍB Isafjörður        | 2 - 0    | UMF Skallagrímur        |
| þrottur Reykjavik    | 2 - 1    | UMF Selfoss             |
| ÍBA Akureyri         | 6 - 0    | KS Siglufjörður         |
| Stjarnan Garðabær    | 1 - 2    | FH Hafnarfjörður        |
| þrottur Norðfjörður  | 4 - 3    | Leiknir Fáskrúðsfjörður |
| Haukar Hafnarfjörður | exempt   |                         |

## Huitièmes de finale
- Entrée en lice des 8 équipes de 1. Deild

| Équipe 1                  | Résultat | Équipe 2                |
| ------------------------- | -------- | ----------------------- |
| ÍB Isafjörður             | 2 - 3    | FH Hafnarfjörður        |
| þrottur Norðfjörður       | 0 - 2    | ÍBK Keflavík (D1)       |
| Vikingur Reykjavik(D1)    | 5 - 1    | UMF Njarðvík            |
| KR Reykjavik (D1)         | 2 - 1    | Fram Reykjavik (D1)     |
| Breiðablik Kopavogur (D1) | 0 - 1    | Haukar Hafnarfjörður    |
| ÍBA Akureyri              | 0 - 3    | ÍBV Vestmannaeyjar (D1) |
| þrottur Reykjavik         | 1 - 3    | ÍA Akranes (D1)         |
| Armann Reykjavik          | 0 - 1    | Valur Reykjavik (D1)    |

## Quarts de finale
| Équipe 1              | Résultat | Équipe 2                  |
| --------------------- | -------- | ------------------------- |
| ÍBV Vestmannaeyjar    | 4 - 1    | Vikingur Reykjavik        |
| FH Hafnarfjörður (D2) | 3 - 2    | Haukar Hafnarfjörður (D2) |
| KR Reykjavik          | 2 - 4    | ÍBK Keflavík              |
| Valur Reykjavik       | 2 - 1    | ÍA Akranes                |

## Demi-finales
| Équipe 1              | Résultat | Équipe 2              |
| --------------------- | -------- | --------------------- |
| ÍBV Vestmannaeyjar    | 4 - 0    | Valur Reykjavik       |
| ÍBK Keflavík          | 0 - 0    | FH Hafnarfjörður (D2) |
| FH Hafnarfjörður (D2) | 2 - 0    | ÍBK Keflavík          |

## Finale
| 12 novembre 1972 | ÍBV Vestmannaeyjar   | 2 - 0 | FH Hafnarfjörður (D2) | Melavöllur, Reykjavik |
|                  | Haraldur Juliusson , |       |                       |                       |
|                  | (Rapport)            |       |                       |                       |

- L'ÍBV Vestmannaeyjar remporte sa 2e Coupe d'Islande et se qualifie pour la Coupe des Coupes 1973-1974.